# Armée ukrainienne de Galicie
Ne doit pas être confondu avec Armée populaire ukrainienne ou Armée nationale ukrainienne.
Armée ukrainienne de Galice (en ukrainien : Українська галицька армія, Ukrayins’ka halyts’ka armiya) (UHA), est l'armée de la République populaire d'Ukraine occidentale pendant et après la guerre polono-ukrainienne.

## Équipement militaire
À la fin de la Première Guerre mondiale, l'Armée ukrainienne de Galice récupère les armes des dépôts autrichiens et des troupes allemandes et autrichiennes démobilisées qui, par centaines de milliers, traversent le Royaume de Galicie et de Lodomérie, après l'effondrement des puissances centrales.

## Forces armées

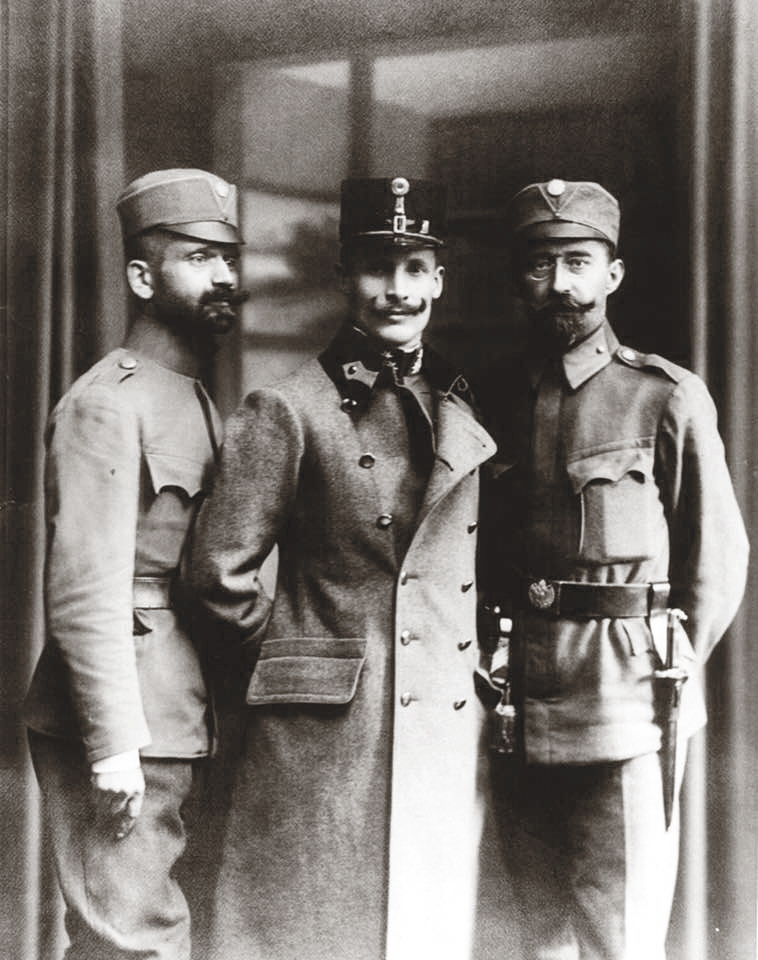
Dmytro Vitovsky, premier commandant de l'armée ukrainienne de Galicie, flanqué de deux de ses officiers, en 1918.

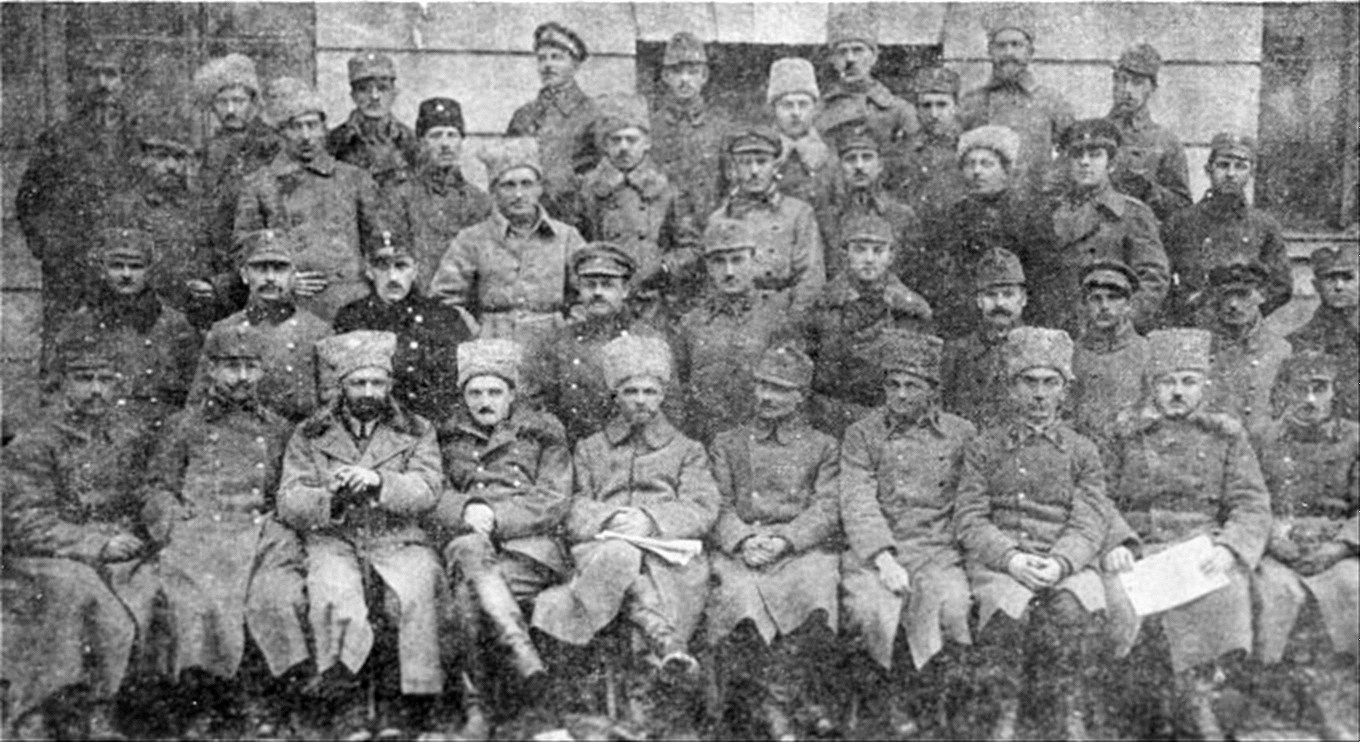
Officiers de l'armée ukrainienne de Galicie, le général Mikhaïlo Omelianovitch-Pavlenko (5e à gauche), le colonel Viktor Kurmanovych (6e), l'Otaman Alfred Schamanek (7e).

Bien organisé, le gouvernement de la République populaire d'Ukraine occidentale parvient au printemps 1919 à mobiliser plus de 100 000 hommes, dont 40 000 sont prêts à combattre. En revanche, bien que la majorité des officiers subalternes soient Galiciens, en raison d'une situation social-économique généralement médiocre, l'armée compte un taux d'officiers supérieurs disproportionnellement bas. Dans l'armée austro-hongroise, les Ukrainiens ne sont que deux officiers sur 1 000 (en comparaison, dans cette même armée, les Polonais en comptent 27/1 000). Le gouvernement compte donc sur d'anciens officiers supérieurs de la défunte armée russe, comme le général Mykhailo Omelianovych-Pavlenko et sur de nombreux officiers autrichiens et allemands sans emploi pour constituer son état-major. Pour cette raison, la langue allemande est la plus souvent utilisée parmi les militaires. Malgré ces mesures, seulement environ 2,4% de l'armée est composée d'officiers.
L'armée ukrainienne de Galicie atteint sa plus grande force en juin 1919, avec 70 000 à 75 000 hommes, réserves comprises. La cavalerie est très limitée mais l'artillerie, composée d'anciennes pièces autrichiennes, est bien fournie. L'UHA possède 2 ou 3 véhicules blindées et deux trains blindés. L'armée de l'air, organisée par Petro Franko (en) (fils du poète Ivan Franko), compte 40 avions et, jusqu'en avril 1919, jouit d'une supériorité aérienne sur les Polonais.

## Fantassins fusiliers
Ancienne unité de l'Armée austro-hongroise, la 1re brigade de fusiliers devient la force d'élite de l'armée ukrainienne de Galicie pendant la guerre contre la Pologne. Elles est formée en 1914 par d'anciens membres des organisations de jeunesse paramilitaire et combat en Galicie et en Ukraine contre l'Empire russe, tout au long de la Première Guerre mondiale. Cette brigade rassemble jusqu'à 8 600 hommes, qui ne combattent pas tous en Galicie.

## Bataillon juif
Parmi les étudiants juifs de l'université et des lycées de Ternopil, l'UHA a recruté un bataillon juif (Zhydivs'kyy Kurin 'UHA), dirigé par le lieutenant Solomon Leimberg. Formé en juin 1919, ce bataillon rassemble 1 200 hommes et participe aux combats contre les Polonais en juillet 1919, puis contre les bolcheviks. Le bataillon est décimé par une épidémie de typhus à la fin de 1919. Les survivants seront réaffectés à d'autres unités au sein de l'armée ukrainienne de Galicie.

## Commandants
- jusqu'au 5 novembre 1918 : colonel Dmytro Vitovsky
- jusqu'au 9 novembre 1918 : le colonel Hryhoriy Kossak
- jusqu'au 10 décembre 1918 : le colonel Hnat Stefaniv ;
- jusqu'au 9 juin 1919 : le général Mikhaïlo Omelianovitch-Pavlenko ;
- jusqu'au 5 juillet 1919 : le général Oleksander Hrekov,
- 6 juillet 1919 : le général Myron Tarnavskyi ;
- le général Osyp Mykytka ;
- jusqu'au 21 février 1920 : le colonel Alfred Chamanek ;
- le colonel Ambroziy Vitoshinskyi.